# 米丸村
米丸村（よねまるむら）は、かつて石川県石川郡に存在した村。

## 地理
- 現在の金沢市西部に位置する。
- 現在の中村町小学校（中村町）、新神田小学校（新神田1丁目）、米丸小学校（東力町）、高岡中学校（新神田1丁目）がある。
- 河川：犀川、増泉川、伏見川、木呂川

## 歴史
- 1889年（明治22年）4月1日 - 町村制の施行により、中村、増泉村、御供田村、東力村、糸田村、保古（ほご）村、黒田村、間明（まぎら）村、高畠村、玉鉾（たまぼこ）村及び入江村の区域をもって、米丸村が発足する[3]。
- 1935年（昭和10年）12月16日 - 富樫村、潟津村、鞍月村、粟崎村、米丸村及び大野町が金沢市に編入する[1]。

## 地域

### 教育
小学校
- 米丸尋常高等小学校[3]（現・金沢市立米丸小学校）[4]